# Róbert Petrovický
Róbert Petrovický (Košice, 26 ottobre 1973) è un ex hockeista su ghiaccio slovacco, di ruolo centro.

## Carriera

### Club
Dopo gli esordi nell'extraliga cecoslovacca con il Dukla Trenčín, coronati dalla vittoria del titolo nel 1991-92 con Petrovický eletto miglior giocatore dei play-off, fu scelto dagli Hartford Whalers al draft 1992 al primo giro, come nona scelta assoluta. Rimarrà in Nord America fino al 2001, vestendo in NHL le maglie dei Whalers (1992-1995), dei Dallas Stars (1995-1996), dei St. Louis Blues (1996-1998), dei Tampa Bay Lightning (1998-2000) e dei New York Islanders (2000-2001), oltre che dei rispettivi farm team in AHL (Springfield Falcons e Worcester IceCats) e IHL (Detroit Vipers, Michigan K-Wings, Grand Rapids Griffins e Chicago Wolves).
Dal 2001 al 2016 è tornato a giocare in Europa. Dapprima in Elitserien con il MODO Hockey, per la parte finale ed i playoff della stagione 2000-2001, poi in Lega Nazionale A, con HCAP (2001-2003), SCL Tigers (2003-2004) e ZSC Lions (2004-2007).
Negli anni successivi si divise tra l'extraliga ceca (HC Vitkovice, HC Kometa Brno e HC Slavia Praga), l'HockeyAllsvenskan (Leksands IF), la SM-liiga (KalPa), la Kontinental Hockey League (Dinamo Riga) e l'extraliga slovacca (HK Dukla Trencin).

### Nazionale
Ha vestito le maglie di Cecoslovacchia under 18 (con cui vinse il campionato europeo di categoria nel 1991) e Cecoslovacchia under 20.
Dopo la nascita della Slovacchia ha regolarmente vestito la maglia della nazionale, disputando tre edizioni dei giochi olimpici invernali (Lillehammer 1994, Nagano 1998 e Salt Lake City 2002, quando fu tedoforo), una della Pool B dei mondiali (1995 e quattro dei mondiali élite (1996, 2001, 2002 e 2008). In nazionale il punto più alto fu la vittoria del mondiale del 2002.

## Vita privata
Anche il fratello minore Ronald ha giocato in NHL e nella nazionale della Slovacchia.
La moglie ceca Sarka è figlia dell'ex giocatore ed in seguito allenatore Vladimir Vujtek, Sr. e sorella dell'omonimo giocatore Vladimir Vujtek, Jr..

## Palmarès

### Club
- Campionato cecoslovacco: 1

Dukla Trencin: 1991-1992

### Nazionale
- Campionato mondiale di hockey su ghiaccio: 1

Svezia 2002
- Campionato europeo U-18: 1

Cecoslovacchia 1991